# NSU Spider

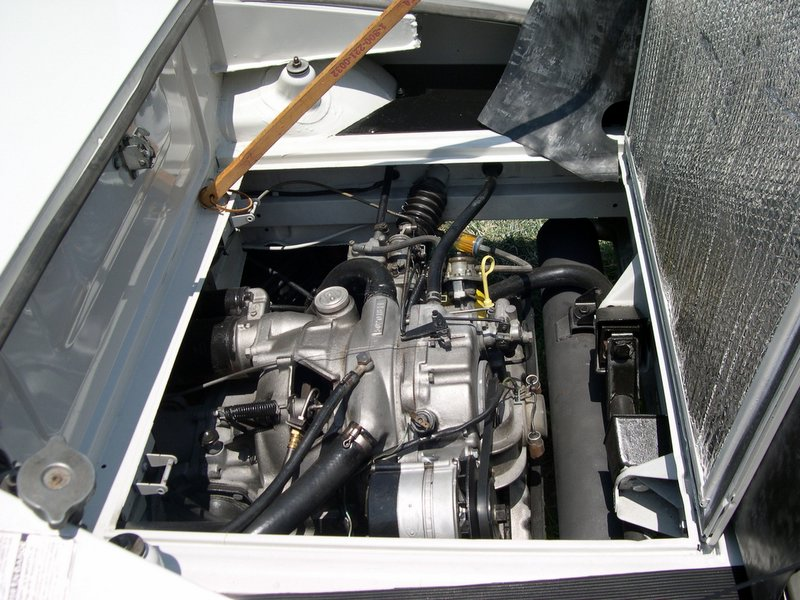
В моторном отсеке изначально предполагалась установка четырёхтактного 2-цилиндрового двигателя с воздушным охлаждением от NSU Prinz. Роторный двигатель был компактнее, что позволяло разместить в моторном отсеке шкафчик для мелкого багажа. Это позволило немного компенсировать малый объём переднего багажного отделения.

NSU Spider — это легковой автомобиль производства NSU Motorenwerke, выпускавшийся с 1964 по 1967 год. Первый в мире автомобиль с роторно-поршневым двигателем Ванкеля. Всего выпущено 2375 машин.

## Кузов
Автомобиль был впервые представлен на Франкфуртском автосалоне 1964 года. Spider выпускался исключительно с кузовом кабриолет, основывавшемся на купе NSU Sport Prinz, выпускавшемся с 1959 года. Помимо складывающейся крыши, внешне автомобиль отличался наличием радиаторной решётки спереди. Как и на всех автомобилях NSU, двигатель располагался в задней части машины. Для того, чтобы сбалансировать распределение веса, в передней части располагался радиатор и бензобак на 35 литров, поэтому пространства для багажа было очень мало.

## Роторно-поршневой двигатель
Роторно-поршневой двигатель, изобретённый Феликсом Ванкелем, отличался от поршневого конструкцией камеры сгорания, имевшей квази—овальную форму, внутри которой по эпитрохоиде вращался ротор, преобразовывающий давление в ней непосредственно во вращательное движение. В результате получился небольшой экономичный двигатель, который в 1960-х годах объявлялся некоторыми, как новый важный шаг в автомобилестроении. Позднее выяснилось, что характеристики некоторых материалов, используемых NSU в двигателях Ванкеля, недостаточны для нагрузок, поэтому автомобили с такими двигателями получают репутацию ненадёжных. Вследствие частых переборок двигателей и замен изношенных уплотнителей, взятые NSU гарантийные обязательства приводят к финансовому краху и банкротству фирмы и последовавшему слиянию с Audi в 1969 году. Единственным массовым производителем машин с роторно-поршневыми двигателями становится Mazda; в мире продолжают доминировать поршневые моторы.
Первоначально мощность Spider составляла 50 л/с (37 кВт) при 5500 оборотов в минуту. На последующих моделях заявленная мощность составляла 54 л/с (40 кВт) при 6000 оборотов в минуту.
Компактный и лёгкий роторный двигатель устанавливался над задней осью. Игнорируя рекомендации производителя, можно было достичь свыше 7000 оборотов в минуту на низших передачах, разогнавшись таким образом до 100 км/ч за 14,5 секунд. Другие источники, возможно, основываясь на рекомендациях производителя, указывали время 15,7 секунд.

## Продажи
При выпуске Spider большие объёмы продаж не предполагались, цена новых автомобилей была достаточно высокой для того времени и составляла $2979. Между 1964 и 1967 годом произведено 2375 автомобилей. В 1967 году Spider был снят с производства и заменён на NSU Ro80 с роторным двигателем второго поколения; за десять лет производства Ro 80 выпущено 37398 машин.
В 1966 году Аль Оже (Al Auger) из Ричмонда, штат Калифорния, стал первым официальным победителем в гонках на автомобиле с двигателем Ванкеля. С установленными гоночными шинами NSU Spider участвовал в 1966 и 1967 годах в заездах Sports Car Club of America, где занял второе место в классе H Modified. Поскольку в SCCA не располагали информацией о технических данных двигателя, он был отнесён к классу H Modified, соперничая с более крупными и мощными моторами объёмом 850 см³.